# (15135) 2000 EG92
A (15135) 2000 EG92 a Naprendszer kisbolygóövében található aszteroida. A LINEAR projekt keretében fedezték fel 2000. március 9-én.